# Дискографија Ашера
Амерички певач Ашер издао је девет студијских албума, десет компилацијских албума, осам ЕП-ова и педесет и три сингла (укључујући једанаест као самостални извођач). Његова музика објављена је за музичке куће LaFace, Arista, Jive, и RCA. У Сједињеним Државама продао је више од 23 милиона албума, а широм света преко 43 милиона и постао један од музичара који имају највише проданих албума у 21. веку.
На музичкој листи Билборд хот 100, његових 9 синглова било је на првом месту, а још 18 њих нашло се међу првих 10 на истој листи.
Године 1994. објавио је свој деби албум под именом Usher, који је продат у више од 500.000 примерака. Његов други студијски албум под називом My Way изашао је 1997. године, продат је у 8 милиона примерака, а добио је шестоструки платинасти сертификат у Сједињеним Државама.На овом албуму нашло се неколико хит-синглова, укључујући песме You Make Me, која је била прва на музичкој листи у Великој Британији и песму Nice & Slow, која се нашла на листи US Billboard Hot 100.
Трећи студијски албум под именом 8701 издао је 2001. године и он се нашао на четвртом месту америчке листе Billboard 200. На овом албуму нашли су се синглови U Remind Me и U Got It Bad. Албум је продат у више од 4,7 милиона примерака и добио је четири платинаста сертификата у Сједињеним Државама. Широм света продат је у више од 8 милиона примерака.
Године 2004. Ашер је издао четврти студијски албум, под називом Confessions. То је био његов први албум који се нашао на првом месту листе у Сједињеним Државама и имао је највећу недељну продају од свих R&B уметника, са укупно 1,1 милион продатих примерака. Песме са албума Yeah!, Burn, Confessions Part II, и My Boo нашле су се на првом месту америчке музичке листе Hot 100. Yeah! и Burn остали су на врху ове листе 20 недеља и били су најпродаванији синглови 2004. године. Албум Confessions добио је сертификат од Америчког удружења дискографских кућа и продат је у више од 20 милиона примерака широм света. Confessions' је био на другом месту табеле Billboard 200 Decade-end 2000—2009.
Ашер је 2009. године издао албум Here I Stand, а водећи сингл са албума био је Love in This Club, који се нашао на врху листе Hot 100, што је био осми пут да се нека песма Ашера нађе на првом месту ове листе. Наредни сингл Love in This Club Part II био је међу 20. најбољих хитова у Сједињеним Државама.
Године 2010. за издавачке куће LaFace и Jive Records, објавио је албум Raymond v. Raymond, што је био трећи узастопни албум који се нашао на првом месту музичких листа. На албуму су се нашла четири сингла: Papers, Hey Daddy, Lil Freak и There Goes My Baby, а сви су досегли међу 40. најбољих, док су Papers и There Goes My Baby доспели на листу R&B/Hip-Hop Songs. Албум Raymond v. Raymond добио је награду од Америчког удружења дискографских кућа, продат је у 1,3 милиона примерака у САД и 2 милиона широм света. Седми студијски албум Looking 4 Myself објављен је 11. јуна 2012. године и био је четврти албум певача који се нашао на првом месту музичких листа у Сједињеним Државама. Први сингл са албума по имену Climax нашао се међу првих двадесет песама на листи Hot 100 и досегао на листу Hot R&B/Hip-Hop Songs. Други сингл са албума по имену Scream доспео је међу првих десет места музичких листа у разним земљама, укључујући САД, Велику Британију и Канаду. Девети студијски албум Hard II Love објављен је 16. септембра 2016. године за издавачку кућу RCA.

## Албуми

### Студијски албуми
| Назив                                                                              | Детаљи | Позиција | Позиција | Позиција | Позиција | Позиција | Позиција | Позиција | Позиција | Позиција | Позиција | Број проданих примерака              | Сертификати |
| Назив                                                                              | Детаљи | САД      | САД R&B  | АУС      | КАН      | НЕМ      | ИР       | ХОЛ      | НЗ       | ШВЕ      | УК       | Број проданих примерака              | Сертификати |
| ---------------------------------------------------------------------------------- | --- | -------- | -------- | -------- | -------- | -------- | -------- | -------- | -------- | -------- | -------- | ------------------------------------ | --- |
| Usher                                                                              | - Датум објављивања: 30. август 1994.(САД) - Издавачка кућа: LaFace рекордс - Формат: ЦД, виртуелно преузимање      | 167      | 25       | —        | —        | —        | —        | —        | —        | —        | —        | - САД: 500,000                       | |
| My Way                                                                             | - Датум објављивања: 16. септембар 1997.(САД) - Издавачка кућа: LaFace - Формат: ЦД, виртуелно преузимање           | 4        | 1        | 37       | 13       | 41       | —        | 30       | 21       | 20       | 16       | - Свет: 8,000,000 - САД: 6,000,000   | - Америчко удружење дискографских кућа: 6х; Платина - Британска фонографска индустрија: Златно - MC: 2х; Платина - NVPI: Златно |
| 8701                                                                               | - Датум објављивања: 7. август 2001. (САД) - Издавачка кућа: Ариста рекордс - Формат: ЦД, виртуелно преузимање      | 4        | 3        | 7        | 1        | 7        | 9        | 7        | 8        | 10       | 1        | - Свет: 8,000,000 - САД: 4,700,000   | - Америчко удружење дискографских кућа: 4× Платина - Аустралијско удружење дискографских кућа: 2× Платина - Британска фонографска индустрија: 2× Платина - Међународна федерација фонографске индустрије, ШВЕ: Златно - RMNZ: Платина                                                     |
| Confessions                                                                        | - Датум објављивања: 23. март 2004. (САД) - Издавачка кућа: Arista - Формат: ЦД, виртуелно преузимање               | 1        | 1        | 2        | 1        | 2        | 1        | 3        | 1        | 3        | 1        | - Свет: 20,000,000 - САД: 10,300,000 | - Америчко удружење дискографских кућа: Дијамантски - Аустралијско удружење дискографских кућа: 3× Платина - Британска фонографска индустрија: 5× Платина - BVMI: Златно - Међународна федерација фонографске индустрије, ШВЕ: Платина - MC: 6× Платина - NVPI: Златно - RMNZ: 3× Платина |
| Here I Stand                                                                       | - Датум објављивања: 27. мај 2008. (САД) - Издавачка кућа: LaFace - Формат: ЦД, виртуелно преузимање                | 1        | 1        | 1        | 1        | 10       | 2        | 5        | 5        | 4        | 1        | - Свет: 5,000,000 - САД: 1,310,000   | - Америчко удружење дискографских кућа: Платина - Аустралијско удружење дискографских кућа: Златно - Британска фонографска индустрија: Златно - IRMA: Златно |
| Raymond v. Raymond                                                                 | - Датум објављивања: 30. март 2010. (САД) - Издавачка кућа: LaFace, Jive Records - Формат: ЦД, виртуелно преузимање | 1        | 1        | 2        | 4        | 47       | 17       | 34       | 8        | 20       | 2        | - Свет: 2,000,000 - САД: 1,300,000   | - Америчко удружење дискографских кућа: Платина - Аустралијско удружење дискографских кућа: Платина - Британска фонографска индустрија: Златно - MC: Платина |
| Looking 4 Myself                                                                   | - Датум објављивања: 11. јун 2012. (САД) - Издавачка кућа: RCA Records - Формат: ЦД, виртуелно преузимање           | 1        | 1        | 3        | 7        | 8        | 11       | 4        | 11       | 5        | 3        | - Свет: 1,731,000                    | - Британска фонографска индустрија: Златно |
| Hard II Love                                                                       | - Датум објављивања: 16. септембар 2016. - Издавачка кућа: RCA - Формат: ЦД, виртуелно преузимање                   | 5        | 2        | 5        | 20       | 55       | 77       | 38       | —        | 18       | 7        | - Свет: 326,500                      | |
| "—" означава албуме који нису били на листама или нису били објављени у тој држави | |          |          |          |          |          |          |          |          |          |          |                                      | |

### Колаборативни албуми
| Назив        | Детаљи                                                                                      | Позиције | Позиције | Позиције | Позиције | Позиције | Позиције | Позиције | Позиције | Позиције | Позиције | Број проданих примерака | Сертификати |
| Назив        | Детаљи                                                                                      | САД      | САД R&B  | АУС      | КАН      | НЕМ      | ИР       | ХОЛ      | НЗ       | ШВЕ      | УК       | Број проданих примерака | Сертификати |
| ------------ | ------------------------------------------------------------------------------------------- | -------- | -------- | -------- | -------- | -------- | -------- | -------- | -------- | -------- | -------- | ----------------------- | ----------- |
| A (Zaytoven) | - Датум објављивања: 12. октобар 2018. - Издавачка кућа: RCA - Формат: виртуелно преузимање | 31       | 19       | —        | —        | —        | —        | 135      | —        | —        | —        |                         |             |

### Компилацијски албуми
| Назив                       | Детаљи |
| --------------------------- | --- |
| Usher                       | - Датум објављивања: 1. јануар 2004. (САД) - Издавачка кућа: MCP - Формат: ЦД                             |
| My Megamix                  | - Датум објављивања: 22. новембар 2004. (САД) - Издавачка кућа: Street Dance - Формат: ЦД                 |
| Rarities                    | - Датум објављивања: 24. новембар 2004. (САД) - Издавачка кућа: LaFace - Формат: ЦД                       |
| Sex Appeal                  | - Датум објављивања: 30. мај 2005. (САД) - Издавачка кућа: Central Station Records - Формат: ЦД           |
| And the Winner Is           | - Датум објављивања: 13. јун 2005. (САД) - Издавачка кућа: Hard Trax - Формат: ЦД, виртуелно преузимање   |
| Usher and Friends           | - Датум објављивања: 5. јул 2005. (САД) - Издавачка кућа: K-Town - Формат: ЦД, виртуелно преузимање       |
| Usher and Friends, Vol. 2   | - Датум објављивања: 5. јул 2005. (САД) - Издавачка кућа: K-Town - Формат: ЦД, виртуелно преузимање       |
| My Way / 8701               | - Датум објављивања: 5. септембар 2005. (САД) - Издавачка кућа: Arista - Формат: ЦД                       |
| Usher and Friends, Vol. 1–2 | - Датум објављивања: 3. август 2007. (САД) - Издавачка кућа: Snapper PLC - Формат: ЦД                     |
| Essential Mixes             | - Датум објављивања: 20. септембар 2010.(САД) - Издавачка кућа: LaFace - Формат: ЦД, виртуелно преузимање |

### Албуми уживо
| Назив | Детаљи                                                               | Сертификат                                     |
| ----- | -------------------------------------------------------------------- | ---------------------------------------------- |
| Live  | - Датум објављивања: 1999(САД) - Издавачка кућа: Laface - Формат: ЦД | - Америчко удружење дискографских кућа: Златно |

### ЕПови
| Usher: Rarities!                                                                   | - Датум објављивања: 11. фебруар 2004. (САД) - Издавачка кућа: LaFace - Формат: ЦД, виртуелно преузимање   | — | — | —  | —  | —  | —  |                |
| Rhythm City, Vol. 1 - Caught Up                                                    | - Датум објављивања: 8. март 2005. (САД) - Издавачка кућа: LaFace - Формат: ЦД, виртуелно преузимање       | — | — | —  | —  | —  | —  |                |
| Moving Mountains - EP                                                              | - Датум објављивања: 12. јул. 2008. (САД) - Издавачка кућа: LaFace - Формат: ЦД, виртуелно преузимање      | — | — | —  | —  | —  | —  |                |
| OMG Remix EP                                                                       | - Датум објављивања: 5. јун 2010. (САД) - Издавачка кућа: LaFace - Формат: ЦД, виртуелно преузимање        | — | — | —  | —  | —  | —  |                |
| Versus                                                                             | - Датум објављивања: 24. август 2010. (САД) - Издавачка кућа: LaFace - Формат: ЦД, виртуелно преузимање    | 4 | 3 | 12 | 35 | 40 | 53 | - САД: 302,000 |
| DJ Got Us Fallin' In Love (Remixes) - EP                                           | - Датум објављивања: 24. септембар 2010. (САД) - Издавачка кућа: LaFace - Формат: ЦД, виртуелно преузимање | — | — | —  | —  | —  | —  |                |
| More (клуб ремикс)                                                                 | - Датум објављивања: 6. јануар 2011. (САД) - Издавачка кућа: LaFace - Формат: ЦД, виртуелно преузимање     | — | — | —  | —  | —  | —  |                |
| iTunes Festival: London 2012                                                       | - Датум објављивања: 31. август 2012. (УК) - Издавачка кућа: RCA - Формат: виртуелно преузимање            | — | — | —  | —  | —  | —  | —              |
| "—" означава албуме који нису били на листама или нису били објављени у тој држави | |   |   |    |    |    |    |                |

## Синглови

### Као главни извођач
| Назив                                            | Година | Позиција | Позиција | Позиција | Позиција | Позиција | Позиција | Позиција | Позиција | Позиција | Позиција | Сертификати | Албум                    |
| Назив                                            | Година | САД      | САД R&B/ | АУС      | КАН      | НЕМ      | ИР       | ХОЛ      | НЗ       | ШВЕ      | УК       | Сертификати | Албум                    |
| ------------------------------------------------ | ------ | -------- | -------- | -------- | -------- | -------- | -------- | -------- | -------- | -------- | -------- | --- | ------------------------ |
| „Call Me a Mack”                                 | 1993   | —        | 56       | —        | —        | —        | —        | —        | —        | —        | —        | | Poetic Justice           |
| „Can U Get wit It”                               | 1994   | 59       | 13       | —        | —        | —        | —        | —        | —        | —        | 91       | | Usher                    |
| „Think of You”                                   | 1995   | 58       | 8        | —        | —        | —        | —        | —        | —        | —        | 70       | | Usher                    |
| „The Many Ways”                                  | 1995   | —        | 42       | —        | —        | —        | —        | —        | —        | —        | —        | | Usher                    |
| „Comin' for X-Mas?”                              | 1995   | —        | —        | —        | —        | —        | —        | —        | —        | —        | —        | | Није ни на једном албуму |
| „You Make Me Wanna...”                           | 1997   | 2        | 1        | 6        | 13       | 18       | 9        | 6        | 15       | 12       | 1        | - Америчко удружење дискографских кућа: Платина - Аустралијско удружење дискографских кућа: Златно - Британска фонографска индустрија: Златно - RMNZ: Златно | My Way                   |
| „Nice & Slow”                                    | 1998   | 1        | 1        | 44       | —        | —        | —        | 20       | 7        | —        | 24       | - Америчко удружење дискографских кућа: Платина - RMNZ: Златно | My Way                   |
| „My Way”                                         | 1998   | 2        | 4        | 48       | —        | 49       | —        | 21       | 17       | —        | —        | - Америчко удружење дискографских кућа: Платина | My Way                   |
| „Pop Ya Collar”                                  | 2001   | 60       | 25       | 25       | —        | 30       | 33       | 16       | —        | 36       | 2        | | Није ни на једном албуму |
| „U Remind Me”                                    | 2001   | 1        | 1        | 4        | —        | 21       | 25       | 4        | 3        | 22       | 3        | - Аустралијско удружење дискографских кућа: Платина - Британска фонографска индустрија: Сребро - RMNZ: Златно | 8701                     |
| „U Got It Bad”                                   | 2001   | 1        | 1        | 3        | —        | 26       | 36       | 20       | 3        | 13       | 5        | - Америчко удружење дискографских кућа: Златно - Британска фонографска индустрија: Сребро - RMNZ: Златно | 8701                     |
| „U Don't Have to Call”                           | 2002   | 3        | 2        | —        | —        | —        | —        | —        | 27       | —        | 4        | | 8701                     |
| „U-Turn”                                         | 2002   | —        | 93       | 7        | —        | 51       | —        | 27       | —        | 22       | 16       | | 8701                     |
| „Yeah!” (Lil Jon и Лудакрис)                     | 2004   | 1        | 1        | 1        | 1        | 1        | 1        | 1        | 1        | 1        | 1        | - Америчко удружење дискографских кућа: Платина - Аустралијско удружење дискографских кућа: Платина - Британска фонографска индустрија: Платина - BVMI: 2× Платина - Међународна федерација фонографске индустрије, ШВЕ: Златно - MC: Платина - RMNZ: 2× Платина | Confessions              |
| „Burn”                                           | 2004   | 1        | 1        | 2        | —        | 11       | 2        | 9        | 1        | 10       | 1        | - Америчко удружење дискографских кућа: Платина - Аустралијско удружење дискографских кућа: Платина - Британска фонографска индустрија: Златно - RMNZ: Платина                                                                                                   | Confessions              |
| „Confessions Part II”                            | 2004   | 1        | 1        | 5        | 7        | 4        | 7        | 14       | —        | —        | 5        | - Америчко удружење дискографских кућа: Златно - Аустралијско удружење дискографских кућа: Златно - Британска фонографска индустрија: Сребро | Confessions              |
| „My Boo” (Алиша Киз)                             | 2004   | 1        | 1        | —        | 1        | 4        | 7        | 5        | —        | 3        | 5        | - Америчко удружење дискографских кућа: Платина - Британска фонографска индустрија: Сребрно - MC: Платина | Confessions              |
| „Caught Up”                                      | 2004   | 8        | 13       | 15       | —        | 26       | 17       | 12       | 12       | 22       | 9        | - Аустралијско удружење дискографских кућа: Златно | Confessions              |
| „Same Girl” (Р. Кели)                            | 2007   | 20       | 4        | 47       | —        | —        | 20       | —        | 4        | —        | 26       | - Америчко удружење дискографских кућа: Златно - RMNZ: Златно | Double Up”               |
| „Love in This Club" (Young Jeezy)                | 2008   | 1        | 1        | 8        | 6        | 5        | 3        | 47       | 1        | 9        | 4        | - Америчко удружење дискографских кућа: Платина - Аустралијско удружење дискографских кућа: Златно - Британска фонографска индустрија: Златно - RMNZ: Платина | Here I Stand             |
| „Love in This Club Part II” (Бијонсе и Лил Вејн) | 2008   | 18       | 7        | 96       | 69       | —        | —        | —        | —        | —        | —        | - Америчко удружење дискографских кућа: Златно | Here I Stand             |
| „Moving Mountains”                               | 2008   | 67       | 18       | 36       | —        | 28       | 26       | 21       | 6        | —        | 25       | - RMNZ: Златно | Here I Stand             |
| „What's Your Name” (will.i.am)                   | 2008   | —        | —        | 91       | 84       | —        | —        | —        | —        | —        | —        | | Here I Stand             |
| „Here I Stand”                                   | 2008   | —        | 18       | —        | —        | —        | —        | —        | —        | —        | —        | | Here I Stand             |
| „Trading Places”                                 | 2008   | 45       | 4        | —        | —        | —        | —        | —        | —        | —        | —        | | Here I Stand             |
| „Papers”                                         | 2009   | 31       | 1        | —        | —        | —        | —        | —        | —        | —        | —        | | Raymond v. Raymond       |
| „Hey Daddy (Daddy's Home)" (Plies)               | 2009   | 24       | 2        | —        | —        | —        | —        | —        | —        | —        | —        | | Raymond v. Raymond       |
| „Lil Freak” (Ники Минаж)                         | 2010   | 40       | 8        | —        | —        | —        | —        | —        | —        | —        | 109      | | Raymond v. Raymond       |
| „OMG” (will.i.am)                                | 2010   | 1        | 3        | 1        | 2        | 27       | 1        | 39       | 1        | 38       | 1        | - Аустралијско удружење дискографских кућа: 5× Платина - Британска фонографска индустрија: Платина - MC: 2× Платина - RMNZ: Платина | Raymond v. Raymond       |
| „There Goes My Baby”                             | 2010   | 25       | 1        | —        | —        | —        | —        | —        | —        | —        | 138      | | Raymond v. Raymond       |
| „DJ Got Us Fallin' in Love” (Питбул)             | 2010   | 4        | 51       | 3        | 2        | 5        | 6        | 4        | 4        | 4        | 7        | - Аустралијско удружење дискографских кућа: 4× Платина - Британска фонографска индустрија: Златно - BVMI: Златно - Међународна федерација фонографске индустрије, ШВЕ: Платина - MC: 2× Платина - RMNZ: Платина                                                  | Versus                   |
| „Hot Tottie” (Џеј-Зи)                            | 2010   | 21       | 9        | —        | 62       | —        | —        | —        | —        | —        | 104      | | Versus                   |
| „Lay You Down”                                   | 2010   | —        | 56       | —        | —        | —        | —        | —        | —        | —        | —        | | Versus                   |
| „More”                                           | 2010   | 15       | —        | 7        | 1        | 7        | 25       | 4        | 13       | 2        | 23       | - Аустралијско удружење дискографских кућа: 2× Платина - Британска фонографска индустрија: Сребрно - BVMI: Златно - Међународна федерација фонографске индустрије, ШВЕ: Платина - RMNZ: Златно                                                                   | Raymond v. Raymond       |
| „Dirty Dancer” (Енрике Иглесијас и Лил Вејн)     | 2011   | 18       | —        | 24       | 11       | 17       | 22       | 39       | 22       | 30       | 21       | - Америчко удружење дискографских кућа: Златно - Аустралијско удружење дискографских кућа: Платина - MC: Платина | Euphoria                 |
| „Climax”                                         | 2012   | 17       | 1        | 29       | 96       | —        | 69       | 82       | —        | —        | 4        | - Аустралијско удружење дискографских кућа: Златно - Британска фонографска индустрија: Сребрно | Looking 4 Myself         |
| „Scream”                                         | 2012   | 9        | —        | 11       | 4        | 17       | 23       | 28       | 21       | 18       | 5        | - Америчко удружење дискографских кућа: Платина - Аустралијско удружење дискографских кућа: Платина - Британска фонографска индустрија: Сребрно - BVMI: Златно                                                                                                   | Looking 4 Myself         |
| „Lemme See” (Рик Рос)                            | 2012   | 46       | 2        | —        | —        | —        | —        | —        | —        | —        | 90       | | Looking 4 Myself         |
| „Numb”                                           | 2012   | 69       | —        | 39       | 41       | 24       | —        | 61       | —        | —        | —        | | Looking 4 Myself         |
| „Dive”                                           | 2012   | —        | 34       | —        | —        | —        | —        | —        | —        | —        | —        | | Looking 4 Myself         |
| „Good Kisser”                                    | 2014   | 65       | 17       | 44       | —        | —        | —        | 89       | —        | —        | 10       | | Није ни на једном албуму |
| „She Came to Give It to You” (Ники Минаж)        | 2014   | 89       | 27       | 32       | 56       | 30       | 76       | —        | —        | 74       | 16       | - Аустралијско удружење дискографских кућа: Златно | Није ни на једном албуму |
| „I Don't Mind” (Juicy J)                         | 2014   | 11       | 1        | 80       | —        | —        | 67       | 64       | —        | —        | 8        | - Америчко удружење дискографских кућа: 2× Платина - Британска фонографска индустрија: Златно | Није ни на једном албуму |
| „Chains” (Нас и Bibi Bourelly)                   | 2015   | —        | —        | —        | —        | —        | —        | —        | —        | —        | —        | | Није ни на једном албуму |
| „No Limit” (Young Thug)                          | 2016   | 32       | 9        | —        | —        | —        | —        | —        | —        | —        | —        | | Hard II Love             |
| „Crash”                                          | 2016   | —        | —        | 10       | —        | —        | —        | —        | —        | —        | 63       | - Аустралијско удружење дискографских кућа: Платина | Hard II Love             |
| „Missin U”                                       | 2016   | —        | —        | —        | —        | —        | —        | —        | —        | —        | —        | | Hard II Love             |
| „Rivals” (Future)                                | 2016   | —        | —        | —        | —        | —        | —        | —        | —        | —        | —        | | Hard II Love             |
| „Peace Sign”                                     | 2018   | —        | —        | —        | —        | —        | —        | —        | —        | —        | —        | | A                        |

### Као гостујући музичар
| Назив                                                                | Година | Позиција | Позиција | Позиција | Позиција | Позиција | Позиција | Позиција | Позиција | Позиција | Позиција | Сертификати | Албум                        |
| Назив                                                                | Година | САД      | САД R&B  | САД реп  | АУС      | ФРА      | ХОЛ      | НЗ       | ШВЕ      | ШВА      | УК       | Сертификати | Албум                        |
| -------------------------------------------------------------------- | ------ | -------- | -------- | -------- | -------- | -------- | -------- | -------- | -------- | -------- | -------- | --- | ---------------------------- |
| "The Party Continues” (Jermaine Dupri, Ашер и Da Brat)               | 1998   | 29       | 14       | —        | —        | —        | —        | —        | —        | —        | —        | | Life in 1472                 |
| "I Need a Girl (Part One)” (P. Diddy], Ашер и Loon)                  | 2002   | 2        | 2        | 1        | 5        | 9        | 5        | 9        | 17       | 5        | 4        | - Аустралијско удружење дискографских кућа: Златно - Међународна федерација фонографске индустрије, ШВЕ: Златно - RMNZ: Златно | „We Invented the Remix       |
| "What More Can I Give”                                               | 2003   | —        | —        | —        | —        | —        | —        | —        | —        | —        | —        | | Није ни на једном албуму     |
| "Lovers and Friends” (Lil Jon & The East Side Boyz, Ашер и Лудакрис) | 2004   | 3        | 2        | 1        | 36       | —        | —        | 15       | —        | 44       | 10       | | Crunk Juice                  |
| „Spotlight” (Гучи Мејн и Ашер)                                       | 2009   | 42       | 15       | 8        | —        | —        | —        | —        | —        | —        | 46       | - Америчко удружење дискографских кућа: Златно | The State vs. Radric Davis   |
| "Fed Up” (DJ Khaled, Ашер, Дрејк, Young Jeezy и Рик Рос)             | 2009   | —        | 45       | 22       | —        | —        | —        | —        | —        | —        | —        | | Victory                      |
| „We Are the World 25 for Haiti”                                      | 2010   | 2        | —        | —        | 18       | —        | —        | 8        | 5        | —        | 50       | | Није ни на једном албуму     |
| „Somebody to Love” (ремикс) (Џастин Бибер и Ашер)                    | 2010   | —        | —        | —        | 20       | —        | —        | —        | 54       | —        | —        | - Америчко удружење дискографских кућа: Платина | Never Say Never: The Remixes |
| „Promise” (Romeo Santos и Ашер)                                      | 2011   | 83       | —        | —        | —        | —        | —        | —        | —        | —        | —        | - Америчко удружење дискографских кућа: 19× Платина | Formula, Vol. 1              |
| „Without You” (Дејвид Гета и Ашер)                                   | 2011   | 4        | —        | —        | 6        | 6        | 5        | 5        | 6        | 3        | 6        | - Америчко удружење дискографских кућа: 2× Платина - Аустралијско удружење дискографских кућа: 4× Платина - Британска фонографска индустрија: Платина - BVMI: Златно - Међународна федерација фонографске индустрије, ШВЕ: Платина - RMNZ: Златно | Nothing but the Beat         |
| „Touch'N You” (Рик Рос и Ашер)                                       | 2012   | —        | 15       | 15       | —        | —        | —        | —        | —        | —        | —        | | God Forgives, I Don't        |
| „Rest of My Life” (Лудакрис, Ашер и Дејвид Гета)                     | 2012   | 72       | —        | —        | 16       | 152      | —        | 19       | —        | 42       | 41       | - Аустралијско удружење дискографских кућа: Платина - RMNZ: Златно | Fast & Furious 6             |
| "New Flame” (Крис Браун, Ашер и Рик Рос)                             | 2014   | 27       | 6        | —        | —        | 75       | —        | 35       | —        | —        | 10       | - Британска фонографска индустрија: Сребрно | X                            |
| „Body Language” (Kid Ink, Ашер и Tinashe)                            | 2014   | 72       | 21       | 14       | —        | 104      | —        | —        | —        | —        | 46       | - Америчко удружење дискографских кућа: Златно - Британска фонографска индустрија: Сребрно | Full Speed                   |
| „The Matrimony” (Wale и Ашер)                                        | 2015   | 70       | 22       | 15       | —        | —        | —        | —        | —        | —        | —        | - Америчко удружење дискографских кућа: Платина | The Album About Nothing      |
| „Don't Look Down” (Martin Garrix и Ашер)                             | 2015   | —        | —        | —        | 63       | 136      | 16       | —        | 62       | 65       | 9        | - FIMI: Златно - Британска фонографска индустрија: Сребрно | Није ни на једном албуму     |
| „Back to Sleep” (ремикс) (Крис Браун, Ашер и Zayn)                   | 2016   | —        | —        | —        | —        | —        | —        | —        | —        | —        | —        | | Royalty                      |
| „Crush” (Yuna и Ашер)                                                | 2016   | —        | —        | —        | —        | —        | —        | —        | —        | —        | —        | | Chapters                     |
| „#Wheresthelove” (The Black Eyed Peas и The World)                   | 2016   | —        | —        | —        | 15       | 26       | —        | —        | —        | 41       | 47       | | Није ни на једном албуму     |
| „Party” (Крис Браун, Ашер и Гучи Мејн)                               | 2016   | 40       | 15       | —        | 82       | 84       | —        | —        | —        | —        | 68       | | Heartbreak on a Full Moon    |

### Промотивни синглови
| Назив                                  | Година | Позиција | Позиција | Албум                    |
| Назив                                  | Година | САД      | КАН      | Албум                    |
| -------------------------------------- | ------ | -------- | -------- | ------------------------ |
| „Go Missin'”                           | 2013   | —        | —        | Није ни на једном албуму |
| "One” (Michelle Chamuel)               | 2014   | 98       | 65       | Није ни на једном албуму |
| "Every Breath You Take” (Josh Kaufman) | 2014   | —        | 98       | Није ни на једном албуму |
| „Champions” (Rubén Blades)             | 2016   | —        | —        | Hard II Love             |

## Награђене песме
| Назив | Година | Позиција | Позиција | Позиција | Позиција | Албум                             |
| Назив | Година | САД      | САД R&B  | КОР      | УК       | Албум                             |
| --- | ------ | -------- | -------- | -------- | -------- | --------------------------------- |
| "Bedtime" (Live)                                                                                              | 1999   | —        | —        | —        | —        | Live                              |
| "I Don't Know" (P. Diddy)                                                                                     | 2001   | —        | 68       | —        | —        | 8701                              |
| "Confessions Part I"                                                                                          | 2004   | —        | 47       | —        | —        | Confessions                       |
| "Whatever I Want"                                                                                             | 2004   | —        | —        | —        | —        | Није ни на једном албуму          |
| "Bad Girl" | 2005   | —        | —        | —        | —        | Confessions                       |
| "Throwback" (Jadakiss)                                                                                        | 2005   | —        | 36       | —        | —        | Confessions                       |
| "That's What It's Made For"                                                                                   | 2005   | —        | 53       | —        | —        | Confessions                       |
| "Seduction"                                                                                                   | 2005   | —        | 68       | —        | —        | Confessions                       |
| "Red Light"                                                                                                   | 2005   | —        | —        | —        | —        | Confessions                       |
| "Dot Com" | 2005   | —        | 53       | —        | —        | Rhythm City Volume One: Caught Up |
| "Dat Girl Right There" (Лудакрис)                                                                             | 2007   | —        | 74       | —        | —        | Није ни на једном албуму          |
| "Best Thing" (Џеј-Зи)                                                                                         | 2008   | —        | 92       | —        | —        | Here I Stand                      |
| "What's a Man to Do"                                                                                          | 2008   | —        | —        | —        | 129      | Here I Stand                      |
| "Hush" | 2008   | —        | —        | —        | —        | Није ни на једном албуму          |
| "Better on the Other Side" (Ашер, Гејм, Крис Браун, Диди DJ Khalil, Polow da Don, Mario Winans и Boyz II Men) | 2009   | —        | —        | —        | —        | Није ни на једном албуму          |
| "My Life Your Entertainment" (T.I. и Ашер)                                                                    | 2009   | —        | —        | —        | —        | Paper Trail                       |
| "First Dance" (Џастин Бибер и Ашер)                                                                           | 2009   | 99       | —        | —        | 156      | My World                          |
| "In My Bag" (T.I.)                                                                                            | 2009   | —        | —        | —        | —        | Није ни на једном албуму          |
| "Monstar" | 2010   | —        | —        | —        | —        | Raymond v. Raymond                |
| "She Don't Know"                                                                                              | 2010   | —        | —        | —        | —        | Raymond v. Raymond                |
| "Looking for Love" (Diddy – Dirty Money и Ашер)                                                               | 2011   | —        | 91       | —        | —        | Last Train to Paris               |
| "The Christmas Song" (Џастин Бибер и Ашер)                                                                    | 2011   | 58       | —        | —        | —        | Under the Mistletoe               |
| "Can't Stop Won't Stop"                                                                                       | 2012   | —        | —        | 22       | —        | Looking 4 Myself                  |
| "I Care for U"                                                                                                | 2012   | —        | —        | 45       | —        | Looking 4 Myself                  |
| "Show Me" | 2012   | —        | —        | 37       | —        | Looking 4 Myself                  |
| "Twisted" (Фарел Вилијамс)                                                                                    | 2012   | —        | —        | 39       | —        | Looking 4 Myself                  |
| "What Happened to U"                                                                                          | 2012   | —        | 70       | 47       | —        | Looking 4 Myself                  |
| "Looking 4 Myself" (Luke Steele)                                                                              | 2012   | —        | —        | 1        | —        | Looking 4 Myself                  |
| "Lessons for the Lover"                                                                                       | 2012   | —        | —        | 54       | —        | Looking 4 Myself                  |
| "Sins of My Father"                                                                                           | 2012   | —        | —        | 62       | —        | Looking 4 Myself                  |
| "Euphoria" | 2012   | —        | —        | 60       | —        | Looking 4 Myself                  |
| "Hot Thing" (ASAP Rocky)                                                                                      | 2012   | —        | —        | —        | —        | Looking 4 Myself                  |

## Остали пројекти
| Назив                                                     | Година | Други музичар(и)                                             | Албум                                              |
| --------------------------------------------------------- | ------ | ------------------------------------------------------------ | -------------------------------------------------- |
| "This Christmas"                                          | 1993   | /                                                            | A LaFace Family Christmas                          |
| "Let's Straighten It Out"                                 | 1995   | Monica                                                       | Miss Thang                                         |
| "Dreamin'"                                                | 1996   | /                                                            | Rhythm of the Games: 1996 Olympic Games Album      |
| "I Swear I'm in Love"                                     | 1996   | /                                                            | Kazaam                                             |
| "Slow Jam"                                                | 1997   | Monica                                                       | Soul Food                                          |
| "Feels Good'"                                             | 1998   | Cam'ron                                                      | Confessions of Fire                                |
| "How Much"                                                | 1999   | Мараја Кери                                                  | Rainbow                                            |
| "Get Some"                                                | 2001   | Jermaine Dupri, Boo & Gotti, R.O.C                           | Instructions                                       |
| "You'll Be in My Heart"                                   | 2002   | /                                                            | Disneymania                                        |
| "She's Got the Part"                                      | 2003   | /                                                            | Deliver Us from Eva                                |
| "If I Ain't Got You" (ремикс)                             | 2004   | Алиша Киз                                                    | The Diary of Alicia Keys                           |
| "Superstar"                                               | 2005   | /                                                            | So Amazing: An All-Star Tribute to Luther Vandross |
| "Sweat"                                                   | 2005   | 2005                                                         | In the Mix                                         |
| "Anything"                                                | 2006   | Џеј-Зи, Pharrell                                             | Kingdom Come                                       |
| "Ice Box" (ремикс)                                        | 2006   | Omarion, Fabolous                                            | /                                                  |
| "Shake Down"                                              | 2007   | Mary J. Blige                                                | Growing Pains                                      |
| "Long Night"                                              | 2008   | Нели                                                         | Brass Knuckles                                     |
| "My Life Your Entertainment"                              | 2008   | T.I.                                                         | Paper Trail                                        |
| "First Dance"                                             | 2009   | Џастин Бибер                                                 | My World (EP)                                      |
| "Turn It Up"                                              | 2010   | Ciara                                                        | Basic Instinct                                     |
| "The Secret Garden"                                       | 2010   | Robin Thicke, LL Cool J, Barry White, Tyrese, Tevin Campbell | Q Soul Bossa Nostra                                |
| "Looking for Love"                                        | 2011   | Diddy – Dirty Money                                          | Last Train to Paris                                |
| "The Christmas Song (Chestnuts Roasting on an Open Fire)" | 2011   | Џастин Бибер                                                 | Under the Mistletoe                                |
| "Party Ain't Over"                                        | 2012   | Питбул, Афроџек                                              | Global Warming                                     |
| "At Ya Own Risk"                                          | 2014   | T.I.                                                         | Paperwork                                          |
| "Hold You Down" (ремикс)                                  | 2014   | DJ Khaled, Рик Рос, Fabolous, Ace Hood                       | /                                                  |
| "Not Long"                                                | 2015   | Лудакрис                                                     | Ludaversal                                         |
| "Somebody Else" (ремикс)                                  | 2015   | Rico Love, Виз Калифа                                        | /                                                  |
| "My Baby Just Cares For Me"                               | 2015   | /                                                            | Nina Revisited...A Tribute to Nina Simone          |
| "Greyhounds"                                              | 2016   | De La Soul                                                   | And the Anonymous Nobody...                        |
| "Wait for It"                                             | 2016   | /                                                            | The Hamilton Mixtape                               |